# Desmiphora rufocristata
Desmiphora rufocristata är en skalbaggsart som beskrevs av Julius Melzer 1935. Desmiphora rufocristata ingår i släktet Desmiphora och familjen långhorningar. Inga underarter finns listade i Catalogue of Life.